# برو دكتور كومبوتشا
برو دكتور كومبوتشا Brew Dr. Kombucha هي علامة تجارية للشاي المختمر، المصنوع من أوراق شاي كاملة مخمرة عضوياً، وكذلك علامة تجارية لشاي الأعشاب المجفف، والبذور والفواكه.
وتعتبر أهم المنتجات في شركة كومبوتشا، واعتبرت واحدة من أسرع الشركات نموا في الويات المتحدة.
أطلقت العلامة التجارية في عام 2008، ومقرها في بورتلاند في أوريغون في الولايات المتحدة.